# 2734 Hašek
A 2734 Hašek (ideiglenes jelöléssel 1976 GJ3) a Naprendszer kisbolygóövében található aszteroida. Nyikolaj Sztyepanovics Csernih fedezte fel 1976. április 1-jén.